# Mars 1761
Cette page présente les faits marquants du mois de mars 1761.

## Événements
- 14 février-28 mars : échec du siège de Cassel[1].

- 21 mars : victoire française sur la Prusse et le Hanovre à la bataille de Grünberg. Les Hanovriens doivent quitter la Hesse-Cassel.
- 25 mars-5 mai : élections générales au Royaume-Uni[2].
- 31 mars : propositions françaises de paix à la Grande-Bretagne[3].